# Selenops submaculosus
Selenops submaculosus là một loài nhện trong họ Selenopidae.
Het dier có ở Cuba, de Bahama's, quần đảo Kaaiman và phía nam của Florida.
Loài này thuộc chi Selenops. Selenops submaculosus được Elizabeth Bangs Bryant miêu tả năm 1940.